# Arthroleptis langeri
Arthroleptis langeri é uma espécie de anfíbio anuro da família Arthroleptidae. Está presente na Libéria. A UICN classificou-a como deficiente de dados.